# Jacek Wilewski
Jacek Wilewski (* 19. März 1952 in Warschau) ist ein polnisch-schweizerischer Künstler.

## Leben und Werk
Wilewski wuchs in Polen auf. 1968 wurde ihm und seinem Vater politisches Asyl in der Schweiz gewährt, und er zog nach Lausanne. Von 1974 bis 1979 besuchte er die École cantonale de beaux-arts de Lausanne, wo er 1979 ein Diplôme en sculpture et gravure erwarb. 1983 wurde er in der Schweiz eingebürgert. Er stellte unter anderem in Lausanne, Luxemburg, Baden AG, Oerlikon, Zürich, Perroy VD und 1990 in Diekirch aus.
In seinem Werk (Zeichnungen, Bildhauerei u. a.), das sich mit dem menschlichen Körper befasst, wurde Wilewski von Balthus beeinflusst. Wegen der Authentizität seiner Werke nennt ihn der polnische Kunsthistoriker Szymon Bojko einen „Van Gogh Polens“ und einen „unerwünschten Künstler“. Bojko konzipierte einen Dokumentarfilm über ihn.